# تاتری شرقی
تاتری شرقی (اسلواکی: Východné Tatry) بخشی از کوه‌های تاترا در اروپاست که در کشورهای اسلواکی و لهستان واقع شده‌است. امروزه دیگر به‌ندرت از نام «تاتری شرقی» استفاده می‌شود و به این رشته‌کوه‌ها بلیانسکه تاتری و های تاتراس گفته می‌شود.